# 步步友
步步友（英語：Able Friend），是一匹曾在澳洲和香港出賽的已退役賽駒，來港後練馬師是約翰摩亞，為2014/2015馬季最受歡迎馬匹、最佳一哩馬和香港馬王，以及2016/2017馬季終身成就獎得主。「步步友」曾經於2014年世界馬匹排名中高踞首位，獲評127分，所以有「世界草地一哩馬王」的稱譽。競賽生涯中四勝國際一級賽。

## 競賽生涯

### 澳洲
步步友來港前已屬現任馬主名下，由賀嘉時家族訓練，尚未出賽經已閹割，步步友於在澳洲出戰兩場賽事取得一冠一亞，之後運來港作賽，評為72分，在三班起步。

### 香港

#### 2012-13年馬季
步步友轉至香港競賽，在季尾出戰沙田三班千二米賽事，在貝湯美胯下帶離兩個馬位勝出，一出即勝初現鋒芒。

#### 2013-14年馬季
步步友季內首仗夥拍田泰安出戰二班千四米賽事，不幸抽外檔留至最後競跑，在步速不利下追回一席第三。接著一場同程再抽外檔，轉彎蝕位下仍能以凌厲後勁將對手趕過勝出，足證其頂班實力。及後增程千六米以輕鬆姿態勝出，開始進軍四歲系列一級賽並交由莫雷拉策騎。首關香港經典一哩賽被捧成1.8倍大熱，在最後三百米率先透出，以半個馬位擊敗後來當選該季馬王的威爾頓。次關增程千八米角逐香港經典盃，續成1.7倍大熱，轉彎前因應威爾頓提早上前挑戰而一同發力，直路兩駒雙雙拋離馬群，惟最後一百米被威爾頓趕過而落敗。到三月出戰尾關最關鍵的香港打吡大賽，長力不被外界看好而成為次熱，轉彎選擇從內欄馬群中殺上，再次和威爾頓單打獨鬥，最後100米一度仍然領先，但及後無以為繼被趕過，落後半個馬位飲恨亞軍。連同季軍信利多，三駒皆拋離殿軍好靚仔約六個馬位，可見其質素。因此，在二級賽主席錦標即使首度在級際賽事中和年長馬作賽，仍成為1.3倍大熱，在田泰安胯下輕鬆以一又四分三馬位勝出。季內最後一戰冠軍一哩賽續成大熱，抽中最外檔無法埋欄拖後，直路被南非馬王繽紛會率先走甩，只能落後四個馬位跑入一席第二。總結全季四場一級賽取得一冠三亞，失落冠軍人馬獎。

#### 2014-15年馬季
步步友季內首仗縮程千二米，並負頂磅出戰二級賽精英碗，並改由羅理雅執韁，在不太被看好下落後頭馬友瑩格一個馬位取得第四名。其後返回最佳路程馬會一哩錦標成為大熱，過終點未打一鞭以兩個馬位擊退大運財。挾此強勁賽績角逐正本戲香港一哩錦標被捧成1.3倍大熱，再度以超班姿態行過對手，以超過四個馬位勝出其首項國際一級賽。此賽亦令步步友國際評分加至127分，和一眾世界級賽駒並列全球第三，並打破香港賽駒歷年最高的國際評分(124分)。下場角逐首度升格為國際一級賽的三冠大賽系列首關董事盃，繼續未打一鞭，甚至在推騎力度不大情況下行過對手以個半個身位取勝。此賽為練馬師約翰摩亞28年後首次勝出董事盃。此戰過後約翰摩亞本望馬匹遠征杜拜挑戰杜拜草地大賽，因馬主無意讓愛駒舟車勞頓而留港出戰另一升格為國際一級賽的千四米女皇銀禧紀念盃。該仗直路一度受困，最後二百米望空發力繼續以無敵姿態擊敗美麗之星。
2015年4月7日，步步友角逐1600米二級賽主席錦標，雖然最後200米莫雷拉要打鞭，但該駒都能夠以個多身位之先，連續三次擊敗美麗之星，並順利蟬聯主席錦標，級際賽五連勝兼完成在港十捷偉業，總獎金突破4,600萬元。
2015年4月9日，國際賽馬組織聯盟公佈了最新一次浪琴表世界馬匹排名，是次排名是根據賽駒在今年1月1日至4月5日賽事表現而定。步步友3月15日在女皇銀禧紀念盃輕勝，因而獲評125分，與一級賽聖雅尼塔讓賽盟主「信念一致」同分。
2015年5月3日，步步友在莫雷拉胯下，以晨操姿態勝出冠軍一哩賽，成功打破爪皇凌雨在2006/2007年度創下的3,499萬港元的單季最高總獎金舊紀錄，並以累積3,714萬港元的總獎金，成為單季總獎金最高賽駒，而該駒總獎金亦突破至52,333,500港元。
2015年6月16日，步步友遠征英國皇家雅士谷，角逐女皇安妮錦標，但是由於臨場情緒稍見緊張，加上在末段未能交回以往的凌厲衝刺力，最終落敗而回，僅以第六名過終點。不過，由於該駒的單季總獎金高達37,200,124港元，加上季內分級賽六連捷的佳績，結果順利當選該季冠軍人馬獎的最佳一哩馬、最受歡迎馬匹、香港馬王。

#### 2015-16年馬季
2015年10月25日，步步友季內首仗縮程千二米，並負頂磅出戰香港二級賽精英碗，雖然該駒沿途留後，但仍在田泰安胯下使出「大外一氣」絕招，結果順利擊敗大運財，以10倍的半冷門姿態勝出精英碗，相隔兩個馬季後第一次勝出1200米賽事。11月21日，步步友換上莫雷拉角逐馬會一哩錦標，並爭取衛冕，可惜沿途留得太後，結果在末段力追不及，敗於美麗之星，以第三名過終點。
12月13日，步步友繼續由莫雷拉執韁，爭取衛冕香港一哩錦標，但於早上被獸醫發現右前蹄脈搏偏高，以致輕微不良於行，雖然最後仍然適宜出賽，可惜最後敗於日本代表滿樂時、香港代表大印銀紙，屈居季軍。2016年初，步步友被發現右前蹄深趾屈肌腱受傷，送往澳洲療養。

#### 2016-17年馬季
步步友在11月20日復出，角逐國際二級賽馬會短途錦標，並由貝湯美主轡，在沿途守在馬群中間的情況下，以第四名過終點。其後，步步友第三次角逐香港一哩錦標，並由莫雷拉重新接手，在沿途留後下以第六名過終點。
2017年1月30日，步步友再度角逐董事盃，鞍上人仍是莫雷拉，但是後勁不繼，被廐侶喜蓮獎星、壯思飛擊敗，屈居季軍。2月26日，步步友在港最後一次出賽，角逐女皇銀禧紀念盃，於廄侶喜蓮獎星四分三馬位之後，跑獲亞軍。
2017年3月17日，步步友原本由祈普敦執韁，角逐3月19日的田草一班千四米賽事，但被獸醫發現右前腿不良於行，因而退出比賽。
2017年5月26日，步步友正式結束在港的競賽生涯，並於5月28日在沙田馬場舉行榮休歡送儀式，退役後將在Ramsey家族名下的Turangga牧場頤養天年。

## 詳細賽績
| 日期     | 馬場           | 距離   | 級別 | 賽事名稱             | 負重（磅） | 騎師   | 名次/出馬 | 時間    | 與頭馬距離 | 冠軍（亞軍）     |
| -------- | -------------- | ------ | ---- | -------------------- | ---------- | ------ | --------- | ------- | ---------- | ---------------- |
| 06/11/12 | 玫瑰崗（澳洲） | 草1200 |      | 3歲及以上處女馬賽    | 127        | 福達   | 2/11      | 1.10.69 | 馬頸       | Balzac           |
| 22/11/12 | 溫爾（澳洲）   | 草1350 |      | 3歲一班讓磅賽        | 130        | 白布朗 | 1/7       | 1.19.71 | 0.8馬位    | （Pretty Gully） |
| 08/06/13 | 沙田           | 草1200 |      | 第三班讓賽           | 125        | 貝湯美 | 1/14      | 1.08.95 | 2-1/4      | （勁酒王）       |
| 12/10/13 | 沙田           | 草1400 |      | 第二班讓賽           | 118        | 田泰安 | 3/14      | 1.22.81 | 1-1/4      | 得盛             |
| 24/11/13 | 沙田           | 草1400 |      | 第二班讓賽           | 122        | 田泰安 | 1/14      | 1.22.12 | 1-1/4      | （華美之星）     |
| 08/12/13 | 沙田           | 草1600 |      | 第二班讓賽           | 131        | 貝湯美 | 1/13      | 1.34.72 | 2          | （駿馬名駒）     |
| 19/01/14 | 沙田           | 草1600 | HKG1 | 香港經典一哩賽       | 126        | 莫雷拉 | 1/12      | 1.33.43 | 1/2        | （威爾頓）       |
| 16/02/14 | 沙田           | 草1800 | HKG1 | 香港經典盃           | 126        | 莫雷拉 | 2/12      | 1.48.15 | 1-1/2      | 威爾頓           |
| 16/03/14 | 沙田           | 草2000 | HKG1 | 香港打吡大賽         | 126        | 莫雷拉 | 2/14      | 2.02.13 | 1/2        | 威爾頓           |
| 06/04/14 | 沙田           | 草1600 | HKG2 | 主席錦標             | 123        | 田泰安 | 1/5       | 1.37.19 | 1-3/4      | （包裝博士）     |
| 04/05/14 | 沙田           | 草1600 | G1   | 冠軍一哩賽           | 126        | 莫雷拉 | 2/14      | 1.34.75 | 4          | 繽紛會           |
| 26/10/14 | 沙田           | 草1200 | HKG2 | 精英碗               | 133        | 羅理雅 | 4/11      | 1.08.87 | 1          | 友瑩格           |
| 23/11/14 | 沙田           | 草1600 | G2   | 馬會一哩錦標         | 123        | 莫雷拉 | 1/10      | 1.33.46 | 2-1/4      | （大運財）       |
| 14/12/14 | 沙田           | 草1600 | G1   | 香港一哩錦標         | 126        | 莫雷拉 | 1/10      | 1.33.49 | 4-1/4      | （大運財）       |
| 25/01/15 | 沙田           | 草1600 | G1   | 董事盃               | 126        | 莫雷拉 | 1/9       | 1.33.50 | 1-1/2      | （美麗之星）     |
| 15/03/15 | 沙田           | 草1400 | G1   | 女皇銀禧紀念盃       | 126        | 莫雷拉 | 1/11      | 1.21.10 | 2-1/4      | （美麗之星）     |
| 07/04/15 | 沙田           | 草1600 | HKG2 | 主席錦標             | 128        | 莫雷拉 | 1/8       | 1.33.76 | 1-1/4      | （美麗之星）     |
| 03/05/15 | 沙田           | 草1600 | G1   | 冠軍一哩賽           | 126        | 莫雷拉 | 1/6       | 1.35.39 | 1-1/4      | （駿馬名駒）     |
| 16/05/15 | 雅士谷（英國） | 草1600 | G1   | 女皇安妮錦標         | 126        | 莫雷拉 | 6/8       | /       | 8-3/4      | 經濟學家         |
| 25/10/15 | 沙田           | 草1200 | HKG2 | 精英碗               | 133        | 田泰安 | 1/14      | 1.08.35 | 1/2        | （大運財）       |
| 21/11/15 | 沙田           | 草1600 | G2   | 馬會一哩錦標         | 128        | 莫雷拉 | 3/9       | 1.33.74 | 1-1/2      | 美麗之星         |
| 13/12/15 | 沙田           | 草1600 | G1   | 香港一哩錦標         | 126        | 莫雷拉 | 3/14      | 1.34.07 | 1          | 滿樂時           |
| 20/11/16 | 沙田           | 草1200 | G2   | 中銀理財馬會短途錦標 | 123        | 貝湯美 | 4/10      | 1.08.61 | 2-1/4      | 新力風           |
| 11/12/16 | 沙田           | 草1600 | G1   | 浪琴表香港一哩錦標   | 126        | 莫雷拉 | 6/14      | 1.33.78 | 2          | 美麗大師         |
| 30/01/17 | 沙田           | 草1600 | G1   | 董事盃               | 126        | 莫雷拉 | 3/12      | 1.34.59 | 1-1/4      | 喜蓮獎星         |
| 26/02/17 | 沙田           | 草1400 | G1   | 女皇銀禧紀念盃       | 126        | 莫雷拉 | 2/8       | 1.21.45 | 3/4        | 喜蓮獎星         |

## 詳細血統
「步步友」父系SHAMARDAL曾四勝一級賽，當中包括法國打吡。同父馬有同為法國打吡冠軍的「戲劇泰斗」和在港服役的新航國際盃冠軍花月春風。母系Ponte Piccolo為前紐西蘭冠軍種馬 Volksraad之女，三捷於1400到2050米。

## 外部連結
- . 2014-01-19  [2019-01-06]. （原始内容存档于2019-01-06）. |journal=被忽略 (帮助)
- . 2014-04-06  [2019-01-06]. （原始内容存档于2019-01-06）. |journal=被忽略 (帮助)
- . 2014-11-23  [2019-01-06]. （原始内容存档于2019-01-06）. |journal=被忽略 (帮助)
- . 2014-12-14  [2019-01-06]. （原始内容存档于2019-01-06）. |journal=被忽略 (帮助)
- . 2015-01-25  [2019-01-06]. （原始内容存档于2019-01-06）. |journal=被忽略 (帮助)
- . 2015-03-15  [2019-01-06]. （原始内容存档于2019-01-06）. |journal=被忽略 (帮助)
- . 2015-04-07  [2019-01-06]. （原始内容存档于2019-01-06）. |journal=被忽略 (帮助)
- . 2015-04-10  [2019-01-06]. （原始内容存档于2019-01-06）. |journal=被忽略 (帮助)
- . 2015-05-03  [2019-01-06]. （原始内容存档于2019-01-06）. |journal=被忽略 (帮助)
- . 2015-06-17  [2019-01-06]. （原始内容存档于2019-01-06）. |journal=被忽略 (帮助)
- . 2015-07-10  [2019-01-06]. （原始内容存档于2019-01-06）. |journal=被忽略 (帮助)
- . 2015-10-25  [2019-01-06]. （原始内容存档于2020-09-18）. |journal=被忽略 (帮助)
- . 2017-04-11  [2019-01-06]. |journal=被忽略 (帮助)
- . 2017-05-25  [2019-01-06]. （原始内容存档于2020-12-04）. |journal=被忽略 (帮助)